# الاعتداء الجنسي في جيش الولايات المتحدة
الاعتداء الجنسي في القوات المسلحة للولايات المتحدة هو قضية مستمرة حظيت بتغطية إعلامية واسعة في الماضي. وجد استطلاع أجراه البنتاغون عام 2012 أن ما يقارب 26 ألف امرأة ورجل تعرضوا للاعتداء الجنسي في ذلك العام. من بين هؤلاء، أُبلغ عن 3374 حالة فقط. في عام 2013، وجد تقرير جديد للبنتاغون أن 5061 جنديًا أبلغوا عن حالات اعتداء. ومن بين الحالات المبلغ عنها، تعرضت 484 حالة فقط للمحاكمة وأُدين ما يقارب 376 حالة. وجد تحقيق آخر أن واحدة من بين كل خمس نساء في سلاح الجو الأمريكي تعرضت لاعتداء جنسي من قبل أفراد في الخدمة.
وجدت دراسة استقصائية لوزارة الدفاع أجريت في عام 2015 أنه في العام الماضي، 52 بالمئة من أفراد الخدمة النشطين الذين أبلغوا عن اعتداء جنسي تعرضوا للانتقام على شكل إجراءات أو عقوبات مهنية واجتماعية وإدارية. بالإضافة إلى الانتقام من الجنود الذين بقوا في الخدمة الفعلية، إذ أُجبر العديد من أفراد الخدمة السابقين الذين أبلغوا عن اعتداءات جنسية على المغادرة بعد تسريحهم. تضمنت أسباب التسريح وجود «اضطراب في الشخصية» أو الانخراط في سوء سلوك متعلق بالاعتداء الجنسي مثل إقامة علاقة، أو المثلية الجنسية، حتى لو كان السلوك الجنسي المثلي غير رضائي.
تشمل الحوادث التي أُعلن عنها فضيحة تيلهوك عام 1991، وفضيحة أبردين عام 1996، وفضيحة الاعتداء الجنسي في أكاديمية القوات الجوية الأمريكية لعام 2003، وحادثة الاغتصاب في أوكيناوا عام 1995، وفضيحة التدريب الأساسي للقوات الجوية الأمريكية لعام 2009. في محاولة للتعامل مع هذه المشكلة، أصدرت وزارة الدفاع سياسة وزارة الدفاع لمواجهة الاعتداء الجنسي. يقتضي بند في قانون تفويض الدفاع الوطني لعام 2004 التحقيق والإبلاغ بشأن التحرش والاعتداء الجنسي في الأكاديميات العسكرية للولايات المتحدة. نشر تقرير في صحيفة نيويورك تايمز في مارس 2007، تجربة المجندات في حرب العراق، وأظهر عددًا كبير من حالات اضطراب ما بعد الصدمة الناتجة عن مزيج من إجهاد القتال والاعتداء الجنسي. من بين المحاربات القدامى من العراق وأفغانستان اللواتي زرن وزارة شؤون المحاربين القدامى (في إيه)، أثبت 15 بالمئة منهن تعرضهن للصدمة الجنسية العسكرية.
النساء المحاربات القدامى اللاتي تعرضن للاعتداء الجنسي والجسدي أكثر عرضة للإصابة بمشاكل صحية مزمنة ونوعية حياة أقل بشكل ملحوظ من حيث صحتهن بعد أكثر من 10 سنوات من انتهاء الخدمة الفعلية. في إحدى الدراسات، شرحت إحدى المحاربات القدامى بتفصيل كيف أن التجارب المؤلمة مثل الاعتداءات الجنسية من الزملاء والمشرفين وما تلاه من نقص في الدعم بعد هذه الحوادث ساهمت في قرارهم بفصلهم المبكر عن الخدمة العسكرية. يرى العديد من هؤلاء النساء أن هذه التجارب تسرق منهن الفرص الموعودة عند التطوع، ويشعرن بالخيانة عندما أدى تعامل الجيش مع قضايا الاعتداء الجنسي إلى اضطرارهن إلى مواصلة العمل مع الجاني. تشير مقالة أخرى إلى أن النساء في الجيش قد يكون لهن عواقب أسوأ عند لإبلاغ عن عنف الشريك (آي بّي في) ويجدن صعوبة متزايدة في مقاضاة الجناة بسبب طبيعة الخدمة العسكرية. اقتُرح أن القادة العسكريين الذين يتعاملون مع قضايا الاعتداء الجنسي يكونون مدركين لديناميكيات وتأثيرات آي بّي في من أجل تقليل الإيذاء الثانوي للنساء وتوفير نظام دعم اجتماعي أكبر للنساء اللواتي تعرضن لآي بّي في عند الخدمة في الجيش.